# Rhoptropus barnardi
Rhoptropus barnardi — вид геконоподібних ящірок родини геконових (Gekkonidae). Мешкає в Анголі і Намібії. Вид названий на честь південноафриканського зоолога Кеппеля Харкорта Барнарда.

## Опис
Rhoptropus barnardi є найменшими представниками свого роду, їх довжина (без врахування хвоста) становить 3-4,5 см. Максимальна зареєстована довжина становить 4,9 см.

## Поширення і екологія
Rhoptropus barnardi мешкають на крайньому південному заході Анголи, в провінціях Намібе і Кунене, та у внутрішніх районах пустелі Наміб на території Намібії, на схід до гір Отаві. Вони живуть в пустелях та в сухих саванах, серед скельних виступів. Зустрічаються на висоті від 200 до 1900 м над рівнем моря. Ведуть переважно денний спосіб життя, однак бувають активними і вночі. Самиці колективно відкладають яйця. В кладці 2 яйця розміром 11,5×9,5 мм, в місці гніздування маже бути до 200 яєць.